# Im Dutzend billiger (1950)
Im Dutzend billiger (Cheaper by the Dozen) ist ein US-amerikanischer Spielfilm aus dem Jahre 1950. Regie führte Walter Lang. Für das Drehbuch adaptierte Lamar Trotti das Buch gleichen Namens von Frank Bunker Gilbreth Jr. und Ernestine Gilbreth Carey. Die Hauptrollen spielten Clifton Webb, Myrna Loy und Jeanne Crain.

## Handlung
Der Film beginnt mit einem Bild von Providence im Jahre 1921. Dort, so Ann Gilbreth aus dem Off, lebte sie zu dieser Zeit. Der Film aber sei über ihre Familie, vor allem über ihren Vater Frank Gilbreth, einem Experten für Effizienz, und ihre Mutter Lillian.
Frank kehrt von einer Reise nach Hause zurück und ruft seine elf Kinder zusammen, wobei er misst, wie lange sie dafür brauchen. Nachdem er sie einzeln begrüßt hat, verkündet er, dass die Familie nach Montclair umziehen wird. Der Umzug erfolgt mit der kompletten Familie im Familienwagen. Bei der Anmeldung in der neuen Schule müssen alle Kinder mit, auch die, die diese Schule gar nicht besuchen werden und es peinlich finden, dorthin mitzugehen. Der Grund: Die Familie muss vorgezeigt werden. Dabei demonstriert Frank – natürlich vollständig bekleidet und auf bzw. vor einem Stuhl sitzend – den anwesenden Lehrerinnen, wie man sich effizient wäscht.
Frank und die meisten seiner Kinder müssen sich die Mandeln entfernen lassen. Dies muss in der Wohnung der Familie geschehen (nicht im Krankenhaus), damit die Operationen gefilmt werden können. Anhand der Filmaufnahmen will Frank den Ärzten dann erklären, wie sie effektiver arbeiten können. Bei den Kindern geschieht dies unter Narkose, doch bei Frank geht dies nicht – wie sonst könnte er das Filmen beaufsichtigen? Als er nach seiner Operation völlig erschöpft in sein Schlafzimmer geführt wird, gesteht ihm der Kameramann, dass er vergessen hat, einen Film einzulegen.
Das zwölfte Kind wird geboren. Damit ist die geplante Anzahl erreicht. Lillian macht klar, dass es nun genug ist. Bei der Vorstellung des Jungen in der Familie wird ein Familienfoto erstellt.
Eine Mrs. Amelia Mebane besucht Lillian und fragt an, ob diese die Vorsitzende der örtlichen Gruppe einer Organisation zur Geburtenkontrolle sein möchte. Lillian holt ihren Gatten zu dem Gespräch. Dieser ruft die Kinder zusammen (dieses Mal sind sie schneller als beim letzten Mal), woraufhin Mrs. Mebane geschockt die Flucht ergreift.
Im Urlaub auf Nantucket beginnt Ann, sich gegen die ihrer Meinung nach altmodischen Ansichten ihres Vaters bezüglich der Bekleidung und der Frisuren seiner Töchter aufzulehnen. Sie setzt dies auch zu Hause fort. Als sie zu einem Schulball eingeladen wird, setzt Frank durch, dass er mitkommt. Zunächst erntet er dort Kopfschütteln von vielen der Schüler. Später überrascht er Ann aber, indem er mit mehreren ihrer Mitschülerinnen und schließlich auch mit ihr tanzt.
Frank verabschiedet sich von seiner Familie. Er will auf Tagungen in Prag und London Vorträge über Effizienzsteigerungen halten. Allerdings hat er bereits am Bahnhof einen tödlichen Herzanfall. Der Familienrat tritt zusammen, und sie beschließen, dass Lillian Franks Arbeit übernehmen soll, während die Kinder ihr beim Haushalt helfen. Die Familie soll zusammen bleiben und auch nicht zur Großmutter ziehen. Aus dem Off erzählt Ann, dass Lillian die Vorträge für Frank gehalten hat und später zur führenden Kapazität auf diesem Gebiet wurde.

## Produktion

### Produktionsfirmen
Der Film wurde von 20th Century Fox produziert.